# Armand Zipfel
 (novembre 2021).
Pour les articles homonymes, voir Zipfel.
Armand Zipfel est un aviateur français, pionnier de la construction d'aéronefs, né à Albigny-sur-Saône le 17 juin 1883 et décédé dans la même commune le 2 février 1954. Moins célèbre que Gabriel et Charles Voisin qui passaient leurs vacances avec lui à  Albigny au bord de la Saône, Armand Zipfel a néanmoins marqué l’histoire de l’aviation.

## Biographie
Très tôt, il se lance avec ses amis dans la construction de canots et planeurs. Armand effectue ses premiers vols en planeur en 1906.

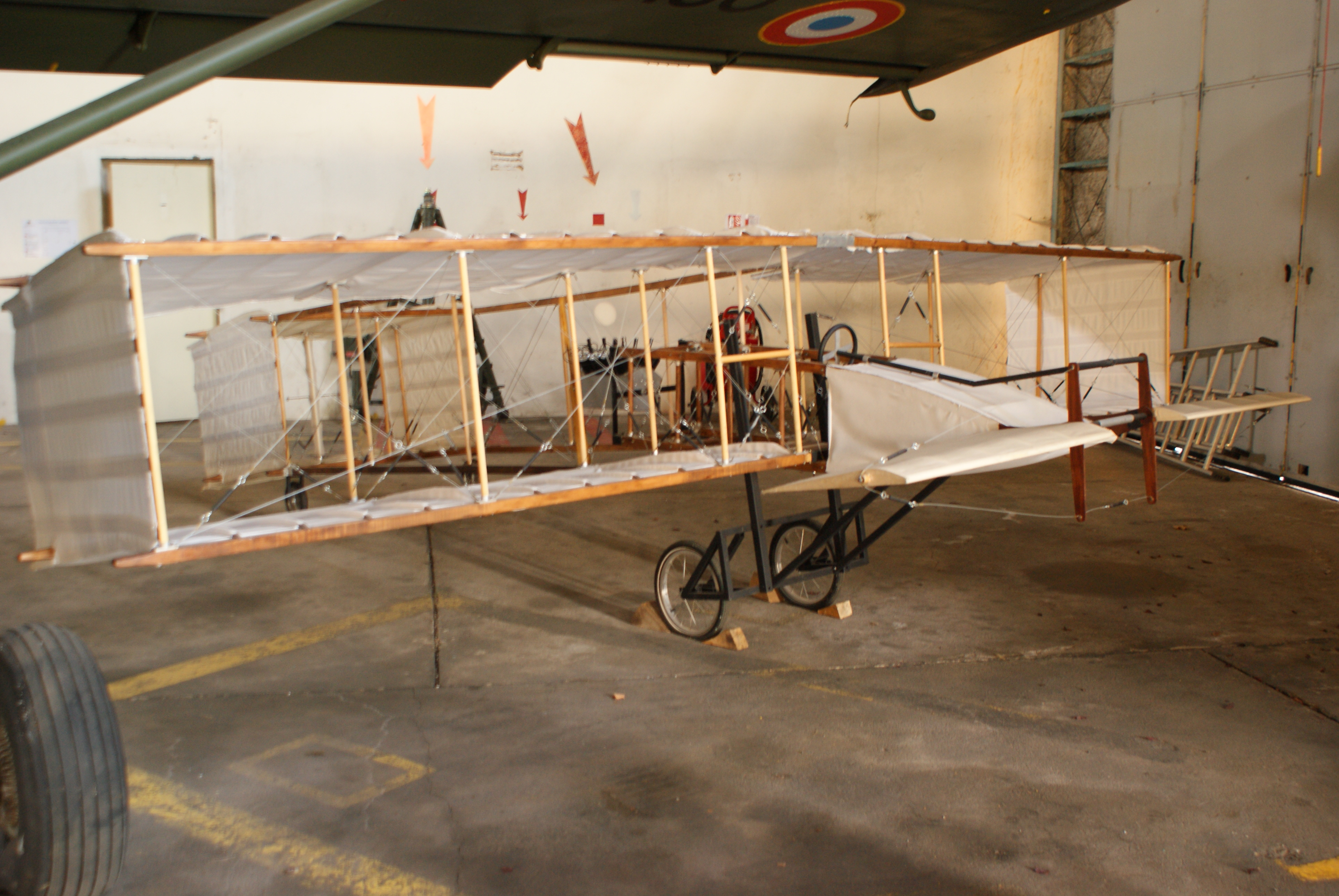
Un aéroplane Zipfel.

En 1908, il construit un biplan dans les ateliers des frères Voisin à Villeurbanne. Le premier vol a lieu le 19 novembre sur l’hippodrome du Grand Camp à La Doua, près de Lyon. Mais ce dernier va se solder par un accident : mal équilibré, l'aéroplane au décollage va piquer du nez, tandis que l'arrière de l'appareil va monter. Résultat, l'aéroplane est endommagé. En plus des réparations, l'aviateur devra donc l'optimiser pour qu'il parvienne à décoller et à voler, ce qu'il fera quelques jours plus tard.
Le 25 novembre, il réussit quatre vols de 100 à 300 mètres, à plus de 3 mètres de hauteur. Les jours suivants, il améliore ses performances, parcourant un demi-cercle sur 1 000 mètres le 1er décembre, puis 1 500 mètres le 9 du même mois.
Fin janvier 1909, Armand Zipfel se rend à Berlin avec son biplan. Il est le premier à y faire des démonstrations. Il réussit plusieurs vols devant un public enthousiaste sur le site du futur aéroport international Tempelhof, neuf mois avant Orville Wright. Les essais seront filmés par Oskar Messter.
En juillet 1909, Armand Zipfel prend part au meeting aérien de Vichy qui va se dérouler sur une semaine, le début de la compétition ayant lieu le 18 juillet 1909, dans des conditions météo marquées par un vent violent, qui gâchera le spectacle, seul Tissandier prenant son envol. Ce qui suscitera la colère du public! 
En août 1909, il est présent à la Grande semaine de l’aviation à Reims, premier meeting international de l’histoire, financé par les négociants en vin de Champagne. Louis Blériot, Louis Breguet, Glenn Curtiss, Henri Farman, Hubert Latham et Louis Paulhan sont les héros qu’il côtoie.
Au cours de l’année 1909, Armand Zipfel poursuit ses démonstrations à l’étranger. En Turquie d’abord, puis au Portugal, sur l’hippodrome de Belém près de Lisbonne. Le 25 octobre, il réalise le premier vol de l’histoire portugaise, aux commandes de son biplan Voisin-Antoinette. Il n’arrive cependant pas à voler sur plus de 200 mètres à 8 mètres du sol.
Devenu par la suite instructeur, Armand Zipfel a formé des centaines d’aviateurs dont Dieudonné Costes qui, avec Maurice Bellonte, traversera pour la première fois l’Atlantique d’est en ouest sans escale en 1930.

### Hommages et reconnaissance

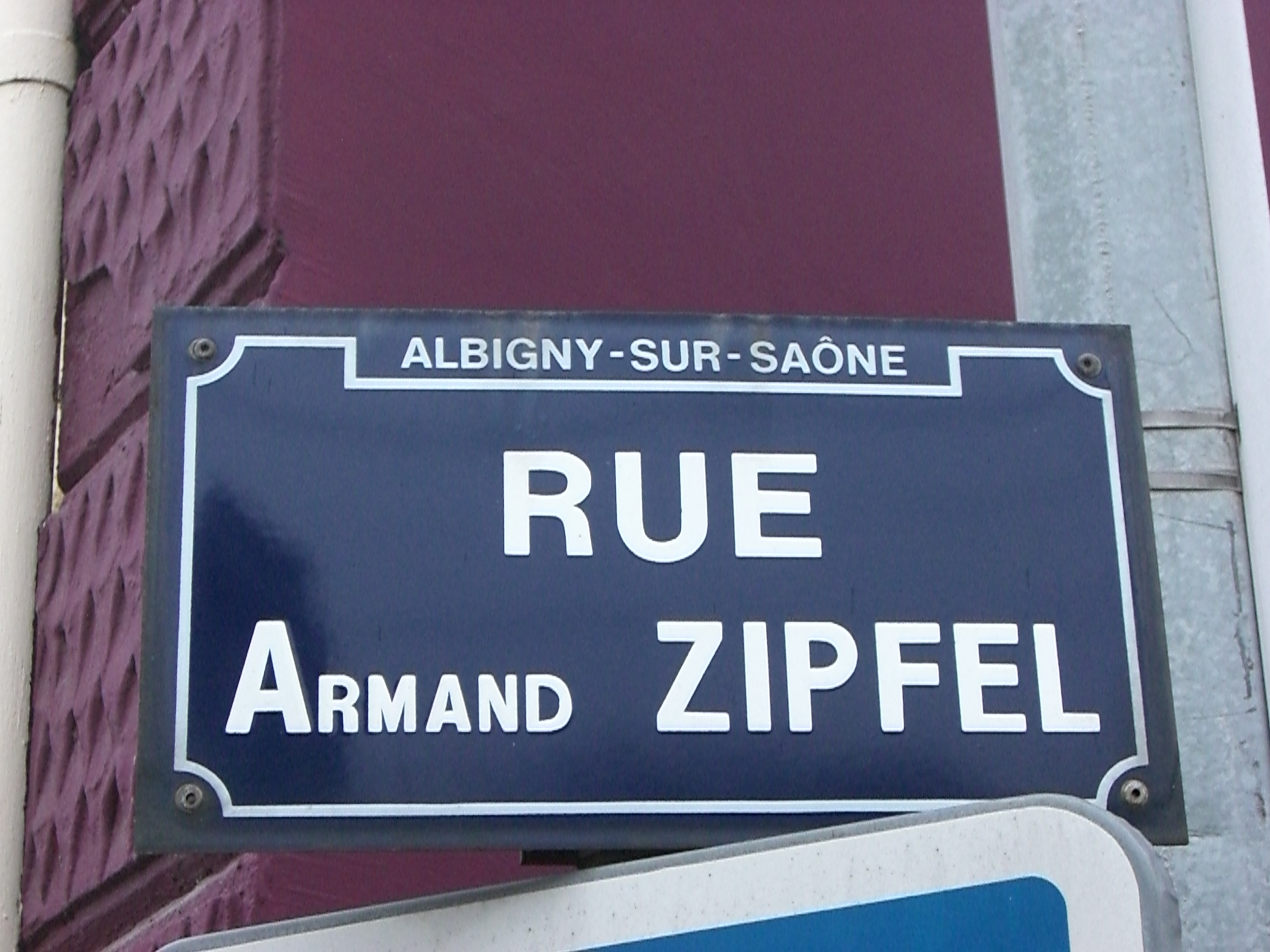
La rue Armand-Zipfel à Albigny-sur-Saône, sa commune de naissance.

À l’occasion du 60e anniversaire du premier vol d’Armand Zipfel, une plaque commémorative a été apposée sur sa maison natale. Une rue porte son nom dans son village natal.